# Cathédrale Saint-Élie d'Ottawa
Cette  cathédrale ne doit pas être confondue avec une autre cathédrale d'Ottawa.
 D’autres cathédrales portent le nom de cathédrale Saint-Élie.
La cathédrale Saint-Élie est le siège du diocèse d'Ottawa, de l'Est du Canada et de l'Upstate New York au sein de l'archidiocèse orthodoxe antiochien d'Amérique du Nord. Elle est située à Ottawa au Canada.